# Callicarpa candicans
Callicarpa candicans là một loài thực vật có hoa trong họ Hoa môi. Loài này được (Burm.f.) Hochr. mô tả khoa học đầu tiên năm 1934.